# Gennadi Fjodorowitsch Zygurow
Gennadi Fjodorowitsch Zygurow (russisch Геннадий Фёдорович Цыгуров; * 15. April 1942 in Tscheljabinsk Russische SFSR; † 14. Dezember 2016 in Toljatti) war ein russisch-sowjetischer Eishockeyspieler und -trainer. Seine Söhne Denis und Dmitri waren ebenfalls Eishockeyspieler; Denis verstarb im Januar 2015.

## Karriere
Gennadi Zygurow lief als Eishockeyspieler von 1960 bis 1977 für den HK Traktor Tscheljabinsk in der höchsten sowjetischen Spielklasse auf. Dabei kam er in 658 Partien auf 47 Tore.
Ab 1977 arbeitete Zygurow als Trainer. Zunächst war er Assistenztrainer bei Traktor Tscheljabinsk, ehe er zur Saison 1978/79 zum Cheftrainer ernannt wurde. Bis 1984 betreute er die Mannschaft von Traktor, ehe er Cheftrainer des SK im. Urizkogo Kasan wurde. 1987 kehrte er zu Traktor Tscheljabinsk zurück und arbeitete dort bis 1990. 1988 gewann er als Cheftrainer der sowjetischen U18-Junioren die  Bronzemedaille bei der U18-Junioren-Europameisterschaft.
Zwischen 1990 und 2000 war Zygurow Cheftrainer beim HK Lada Toljatti und erreichte in dieser Zeit die größten Erfolge seiner Karriere: 1994 und 1996 gewann er mit Lada die Internationale Hockey-Liga sowie 1997 den Europapokal der Landesmeister. Darüber hinaus gewann Lada unter seiner Führung den IHL-Pokal 1994. Parallel zu seiner Vereinstätigkeit war er in der Saison 1995/96 und zwischen 1998 und 2000 Assistenztrainer der russischen Nationalmannschaft.
1999 führte Zygurow die U20-Nationalmannschaft Russlands als Cheftrainer zum Weltmeistertitel in der Unter-20-Altersstufe. Zwischen 2000 und 2002 stand er dann beim HK Awangard Omsk unter Vertrag und wurde mit Awangard 2001 russischer Vizemeister. In der Saison 2002/03 betreute er Torpedo Nischni Nowgorod aus der Wysschaja Liga und gewann mit dieser am Saisonende die Meisterschaft der Liga. Dieser Erfolg war gleichbedeutend mit dem Aufstieg in die russische Superliga.
Zwei Jahre später wiederholte Zygurow diese Erfolge, als er mit dem HK MWD Twer sowohl die Meisterschaft der zweiten Spielklasse, als auch den Aufstieg in die Superliga erreichte. Anschließend kehrte er als Cheftrainer zu Traktor Tscheljabinsk zurück, mit dem er 2006 ebenfalls den Aufstieg in die Superliga schaffte.
Weitere Stationen waren Kristall Saratow und Neftechimik Nischnekamsk. Im September 2010 wurde er vom kasachischen Verein HK Sary-Arka Karaganda verpflichtet.
2014 wurde bei Zygurow Krebs diagnostiziert, er verstarb im Dezember 2016 in Toljatti.

## Erfolge und Auszeichnungen
- 1981 Ehrenzeichen der Sowjetunion
- 1988 Bronzemedaille bei der U18-Junioren-Europameisterschaft
- 1994 Bronzemedaille bei der U20-Junioren-Weltmeisterschaft
- 1994 Russischer Meister mit dem HK Lada Toljatti
- 1996 Russischer Meister mit dem HK Lada Toljatti
- 1997 Europapokal-Gewinn mit dem HK Lada Toljatti
- 1999 Goldmedaille bei der U20-Junioren-Weltmeisterschaft
- 2001 Russischer Vizemeister mit dem HK Awangard Omsk
- 2003 Meister der Wysschaja Liga und Aufstieg in die Superliga mit Torpedo Nischni Nowgorod
- 2005 Meister der  Wysschaja Liga und Aufstieg in die Superliga mit dem HK MWD Twer
- 2006 Meister der Wysschaja Liga und Aufstieg in die Superliga mit dem HK Traktor Tscheljabinsk